# Додескаден
Додескаден (на японски: どですかでん; на английски: Dodesukaden или Do des′ka-den) е филм на японския режисьор Акира Куросава от 1970 г. Създаден е по мотиви от романа „Град без сезони“ на писателя Шигоро Ямамото.

## Сюжет
Внимание:  Текстът по-долу разкрива сюжета на произведението (или части от него)!
„Додескаден“ разказва за съдбата на хората от градската беднота, живеещи в коптори край сметището. Куросава изобразява героите си без да ги идеализира, почти натуралистично. Мизерията прави така, че всички пороци присъщи на човека, независимо от социалното му положение, тук изпъкват с особена сила. Но и сред тях могат да се срещнат състрадание, почтеност и достойнство. Когато желанието за по-добър живот се сблъсква с грозната реалност, единственият начин да оцелее човек е да си създаде измислен свят, в който да се спаси. Бездомникът и невръстният му син мечтаят за собствена голяма къща. Те сериозно обсъждат нейния архитектурен стил. Умствено недоразвитият младеж Рокушан вярва, че е ватман. Той управлява въображаемия си трамвай из коловозите на сметището, сподирян от подигравките на хлапетата и пуфтейки „До-де-ска-ден!“, което трябва да представи скърцането на трамвайните колела по релсите.

## За филма
Този филм на Куросава се отличава рязко от всичко създадено от него до момента (1970 г.). Режисьорът изоставя любимите си сюжети за самураи и феодални размирици и се обръща към реалността на следвоенна Япония – тема умишлено избягвана от повечето му колеги. „Додескаден“ не е приет добре от масовата публика и претърпява финансов неуспех. Това се отразява зле на материалното състояние на Куросава и го довежда до душевна криза и опит за самоубийство. Впоследствие режисьорът не се решава повече на такъв експеримент, поради което „Додескаден“ остава изолирано явление в творчеството му.

## Актьори
- Йошитака Цуши – Рокушан
- Кин Сугай – Окуни, майката на Рокушан
- Тошиюки Тономура – Таро Савагами
- Шинсуке Минами – Риотаро Савагами
- Юко Кусоноки – Мисао Савагами

## Екип
- Сценарий – Акира Куросава, Шигоро Ямамото
- Режисура – Акира Куросава
- Оператори – Ясемитши Фукузава, Такао Сайто
- Композитор – Тору Такемитши
- Художници – Шинобу Мураки, Йоширо Мураки
- Продуценти – Кон Ичикава, Акира Куросава

## Награди
- 1971 г. – Награда в категорията „Най-добър актьор“ за Хисаши Игава от Кинима Джъмпо Ауърдс (Kinema Junpo Awards), Токио.
- 1971 г. – Награда в категорията „Най-добър поддържащ актьор“ за Томоко Нараока от Майничи Филм Конкурс (Mainichi Film Concours), Токио.

## Номинации
- 1972 г. – Номинация за „Оскар“ в категорията „Най-добър чуждоезичен филм“.